# Чуриково (Пироговское сельское поселение)
Чуриково — деревня в Торжокском районе Тверской области. Входит в состав Пироговского сельского поселения.

## История
В 1853 году деревня Чурикова имела 12 дворов.
Согласно «Списку населённых мест Новоторжского уезда» издания 1889 года деревня относилась к Грузинской волости.
В 1901 году входила в Дмитровский приход. До 1995 года входила в Ильинский сельсовет Торжокского района.
До 1995 года деревня входила в Ильинский сельсовет Торжокского района.
До 2005 года входила в Ильинский сельский округ.

## Население
| 2010 |
| ---- |
| 26   |